# La Vieille (album)
Pour les articles homonymes, voir La Vieille et Vieille.
 (juillet 2009).
Si vous disposez d'ouvrages ou d'articles de référence ou si vous connaissez des sites web de qualité traitant du thème abordé ici, merci de compléter l'article en donnant les références utiles à sa vérifiabilité et en les liant à la section « Notes et références ».
Albums de Michel Sardou
Olympia 75 Olympia 76
Singles
1. Le France
Sortie : novembre 1975
2. Je vais t'aimer
Sortie : mai 1976
3. La Vieille
Sortie : 1976
4. Le Temps des colonies
Sortie : 1977

La Vieille est le cinquième album studio de Michel Sardou enregistré au Studio 92 et paru chez Tréma en 1976. Paru à l'origine sous le simple titre Michel Sardou, il est souvent désigné sous le titre La Vieille, première chanson de l'album ou Le France (notamment par sa maison de disques Universal Music France), premier single extrait de l'album.
Représentant un tournant dans la carrière du chanteur, parfois qualifié de « document d'époque » l'album La Vieille regroupe la plus importante partie des chansons qui ont forgé la réputation de chanteur controversé qui colle à Michel Sardou. Il n'en reste pas moins un florilège de tubes emblématiques et le niveau de ses ventes ne le dément pas.

## Autour de l'album
- Référence originale : Tréma 310 019[2]

## Réception

### Paroxysme des controverses sur le chanteur
C'est l'album qui provoque les plus fortes polémiques à propos de Michel Sardou, surtout avec des titres comme Je suis pour. À sa décharge, Sardou affirmera que cette chanson évoque la loi du talion, revendiquée par le père dont l'enfant a été assassiné, et se défendra d'avoir voulu faire l'apologie de la peine de mort. Avec le recul, il déclarera que son titre était « mal choisi ».
D'autres titres font polémique : avec Le Temps des colonies, Michel Sardou se voit accusé de faire l'apologie du colonialisme. J'accuse, qui dénonce les dérives de l'humanité, que Sardou accuse de bêtise et de crimes mais aussi de « croire des hypocrites moitié pédés moitié hermaphrodites », chanson qui reste l'un de ses plus grands succès dans la veine chanson engagée ; le chanteur reprend fréquemment le titre en concert, mais avec des paroles légèrement remaniées à partir de Bercy 91).
L'un des plus grands succès de l'album reste Le France, chanson hommage au paquebot France. Cette chanson fut saluée par les syndicats et les communistes au moment de sa sortie, qui ont vu dans ce titre un soutien aux ouvriers licenciés qui travaillaient à bord du navire[réf. nécessaire].
En dehors des chansons à inclination politique, l'album contient par ailleurs la déclaration sensuelle Je vais t'aimer qui compte parmi les « classiques » du répertoire de Michel Sardou. Les auteurs du pamphlet Faut-il brûler Sardou ? voient en cette œuvre un hymne à la phallocratie.

### Conséquences
Cet album polémique aura des conséquences concernant Sardou : des comités anti-Sardou sont nés ; ainsi que des pro-Sardou, que ce soit des journalistes ou artistes. Maxime Le Forestier, Yves Montand, Bernard Lavilliers et Serge Reggiani font partie des soutiens du chanteur. Les tournées du chanteur sont perturbées par des manifestations et une bombe retrouvée dans une chaufferie de la salle de Forest National.
Cependant, La Vieille est un immense succès, et dépasse le million de ventes. L'année suivante, son nouvel album La Java de Broadway se voudra plus consensuel.

## Titres

### Album original
| No  | Titre                 | Paroles                        | Musique                        | Durée |
| --- | --------------------- | ------------------------------ | ------------------------------ | ----- |
| 1.  | La Vieille            | Michel Sardou - Gilles Thibaut | Jacques Revaux                 | 3:21  |
| 2.  | Je suis pour          | Michel Sardou                  | Jacques Revaux                 | 3:28  |
| 3.  | Le France             | Michel Sardou - Pierre Delanoë | Jacques Revaux                 | 3:56  |
| 4.  | La Vallée des poupées | Michel Sardou - Pierre Delanoë | Jacques Revaux                 | 4:01  |
| 5.  | Rien                  | Michel Sardou - Gilles Thibaut | Jacques Revaux                 | 4:21  |
| 6.  | W 454                 | Michel Sardou - Pierre Delanoë | Jacques Revaux                 | 4:26  |
| 7.  | J’accuse              | Michel Sardou - Pierre Delanoë | Jacques Revaux                 | 3:59  |
| 8.  | Je vous ai bien eus   | Michel Sardou - Pierre Delanoë | Jacques Revaux                 | 3:21  |
| 9.  | Je vais t'aimer       | Gilles Thibaut                 | Jacques Revaux - Michel Sardou | 5:27  |
| 10. | Le Temps des colonies | Michel Sardou - Pierre Delanoë | Jacques Revaux                 | 3:06  |
| 11. | Un roi barbare        | Michel Sardou - Claude Lemesle | Jacques Revaux                 | 5:51  |

### Titres bonus
Cet album a été réédité en 2004 sous le label AZ avec les titres bonus suivants :
- Fais des chansons
- La Manif
- Le Temps rétro (extrait de l'Olympia 75)

## Crédits
- Arrangements : Raymond Donnez (Titres 1, 7 et 10), Hervé Roy (Titres 2 et 8), René Pratx (Titre 3), Guy Guermeur (Titre 4), Benoît Kaufmann (Titres 5 et 11), Jean Claudric (Titre 6) et Roger Loubet (Titre 9)
- Prise de son : Roland Guillotel
- Direction artistique : Jacques Revaux et Régis Talar
- Réalisation : Jacques Revaux